# Xã Maquoketa, Quận Jackson, Iowa
Xã Maquoketa (tiếng Anh: Maquoketa Township) là một xã thuộc quận Jackson, tiểu bang Iowa, Hoa Kỳ. Năm 2010, dân số của xã này là 3.100 người.